# (9369) 1993 DB1
1993 دي بي 1 (ويعرف أيضًا باسم (9369) 1993 دي بي 1 وفق تسمية الكوكب الصغير) (بالإنجليزية: 1993 DB1)‏ هو كويكب ضمن حزام الكويكبات؛ وترتيبه 9369 من حيث الاكتشاف.
اكتُشف هذا الجُرم الفلكي بواسطة Shūji Hayakawa ‏ في 20 فبراير 1993.

## وصلات خارجية
- (9369) 1993 DB1 في قاعدة بيانات مختبر الدفع النفاث لأجرام النظام الشمسي الصغيرة

- الاكتشاف · مخطط المدار ·  العناصر المدارية · المعلمات المادية

- (9369) 1993 DB1 على موقع ويكي سكاي: DSS2, SDSS, GALEX, IRAS, Hydrogen α, X-Ray, Astrophoto, Sky Map, Articles and images